# 岩井章
岩井 章（いわい あきら、1922年4月25日 - 1997年2月18日）は、日本の労働運動家、元日本労働組合総評議会（総評）事務局長。

## 経歴
長野県松本市出身。高等小学校卒業後、1937年に日本国有鉄道（国鉄）に入り、機関士として勤務した。1945年に日本が第二次世界大戦で敗北した後、国鉄内での労働運動高揚を受けて1946年に結成された国鉄労働組合（国労）へ加入、甲府支部青年部長を振り出しに内部で頭角を現した。1950年には中央執行委員に就任した。
1955年、総評内の路線闘争で合化労連の太田薫と連携し、事務局長に就任した。太田が同時に総評副議長となり、1958年に総評議長に就任すると、岩井は太田との連携で「太田－岩井ライン」を形成し、総評の実権を握った。2人は総評が中心となって産業別に団結して経営側に大幅な賃上げなどの要求を求める「春闘方式」を定着させ、その成果によって労働界内部では岩井の権威が確立した。また、安保闘争、三井三池争議などを指導した。
政治面では岩井は日本社会党、特にその左派を支持し、社会主義協会の向坂逸郎などとの関係が深く、自らも社会主義協会会員だった。総評の方針として社会党支持を明確にし、「各組合の政党支持選択の自由」を掲げて影響力の拡大を狙う日本共産党系の活動は抑えたが、選挙や大衆活動での社共共闘には前向きだった。一方、反共主義や労使協調を唱え、民主社会党（民社党）を支持する全日本労働総同盟（同盟）とは鋭く対決し、労働運動の主導権を守り続けた。
また、岩井は世界労働組合連盟（世界労連、WFTU）との関係を重視し、東側陣営の社会主義国をはじめとした世界各国を訪問した。その中には中華人民共和国や朝鮮民主主義人民共和国（北朝鮮）など日本との国交がない国もあり、民間レベルでの関係改善に貢献した。ただし、特に北朝鮮訪問と金日成体制称賛は同時期に発生していた日本人拉致事件に気付かずに行い、後世からの非難を浴びる事になった。1969年レーニン平和賞受賞。レ－ニン平和賞の賞金を基礎に、国際労働運動研究協会を設立した。
国会議員に立候補するための選挙資金の援助をソ連共産党に申し出て、非合法のルートを通じて、1千数百万円（35000ドル相当）が送金された。岩井の政治資金領収書は「特別ファイル」の秘密報告書に綴じ込まれていた。（しかし岩井本人は出馬の予定もなかったとこれを否定し、立花隆は「調べてみると事実はその通りだから、誰かが岩井氏の名前をかたって秘密資金を手に入れたのかもしれない。」と推測している。）
事務局長を退き、顧問になった後も、岩井は太田と共に総評での影響力を持っていた。しかし、1987年4月に国鉄が分割・民営化され、国労が組織分裂・大量脱退・JRグループへの不採用などで組合員を大きく減らすと、岩井の活動基盤は損なわれた。さらに同年、社会党右派影響力拡大と民社党との関係改善を背景に、総評が自らの民間組合と同盟などが合併する全日本民間労働組合協議会（全民労協）の結成を目指すと、「労働界の右翼再編」としてこれに反対する岩井は太田や市川誠元総評議長らと共に顧問から外された。この後、岩井は太田・市川と共に「労働研究センター」を設立した。
1989年、総評の解散と全民労協を母体にした日本労働組合総連合会（連合）が発足すると、同年12月9日には労働研究センターを改組して全国労働組合連絡協議会（全労協）を結成した。これは連合や共産党系の全国労働組合総連合（全労連）に加盟しない組合のナショナルセンターとなったが、かつての総評と比較するとその規模ははるかに小さく、太田－岩井ラインの威光は過去のものになった。
岩井はその後も国労闘争などでの指導や支援を続けたが、社会党の凋落、全労協の縮小、連合主導下の春闘の不振、国労内部の意見対立などで大きな成果は得られず、病没した。

## 著書
- 『日本労働運動の基本戦略』労働旬報社　1964
- 『労働運動の長期路線』労働旬報社　1967
- 『事務局長日記 労働運動を強めるために』社会新報　1968
- 『総評とともに』読売新聞社　1971
- 『国民春闘発展への道 大巾賃上げ獲得の方法』青也書店　1975　労使関係叢書
- 『統一戦線論』毎日新聞社　1976
- 『労働運動の右傾化に抗して 階級的労働運動の再構築をめざす活動家のための指針』国際労働運動研究協会　1982
- 『反独占・反軍拡・反差別の闘い 階級的労働運動の反撃』国際労働運動研究協会　1983

## 共編著
- 『現代の朝鮮問題』編著　十月社　1980
- 『労働運動と平和運動』篠藤光行共編著　十月社　1980
- 『転換する中国』編著　十月社　1984
- 『社会党と総評』編著　十月社　1988
- 『自治労運動と労戦統一』正続　宮部民夫共編著　十月社　1989-90
- 『護憲読本』小林孝輔,國弘正雄共編著　えるむ書房　1993
- 『大失業時代の労働運動 労働組合の再生と復権』中野洋共著　社会批評社　1994